# 卡托巴鎮區 (北卡羅萊納州卡托巴縣)
卡托巴鎮區（英語：Catawba Township）是位於美國北卡羅萊納州卡托巴縣的一個鎮區。

## 地方資料
卡托巴鎮區的面積為130.53平方千米，皆為陸地。根據2020年美國人口普查的數據，當地共有人口8520人，而人口密度為每平方千米65.27人。